# Arata Sugiyama
Arata Sugiyama (杉山 新 Sugiyama Arata?), född 25 juli 1980 i Saitama prefektur, är en japansk fotbollsspelare.
Sugiyama började sin karriär 1999 i Kashiwa Reysol. Med Kashiwa Reysol vann han japanska ligacupen 1999. 2003 flyttade han till Ventforet Kofu. Han spelade 217 ligamatcher för klubben. Efter Ventforet Kofu spelade han för Omiya Ardija, Yokohama FC och FC Gifu. Han avslutade karriären 2014.